# Islamska zajednica Bošnjaka u Italiji
Islamska zajednica Bošnjaka u Italiji (IZBI) je vjerska organizacija Bošnjaka muslimana na području Italije. 
Najviši predstavnik Islamske zajednice Bošnjaka u Italiji je glavni imam. Islamska zajednica Bošnjaka u Italiji je do danas u okviru Islamske zajednice u Bosni i Hercegovini na nivou krovne organizacije. Kao takva, sastavni je dio Mešihata Islamske zajednice Bošnjaka u Zapadnoj Europi, zbog čega je reis-ul-ulema vrhovni poglavar Bošnjaka muslimana i u Italiji.
Sjedište Islamske zajednice Bošnjaka u Italiji nalazi se u gradu Gaglianico, u regiji Pijemont.

## Organizacija
Islamska zajednica Bošnjaka u Italiji je osnovana 2019. godine. U njenom sastavu se danas nalaze četiri registrirana džemata. Rad i aktivnosti usklađeni su s važećim zakonima Italije i pravnim aktima Islamske zajednice u Bosni i Hercegovini.

## Vanjske poveznice
- Islamska zajednica Bošnjaka u Italiji